# Liste der Biografien/Brig
Liste der Biografien |
Portal Biografien |
Personensuche
# |
A |
B |
C |
D |
E |
F |
G |
H |
I |
J |
K |
L |
M |
N |
O |
P |
Q |
R |
S |
T |
U |
V |
W |
X |
Y |
Z |
?
 
Ba |
Be |
Bd |
Bg |
Bh |
Bi |
Bj |
Bl |
Bm |
Bn |
Bo |
Br |
Bs |
Bu |
Bw |
By |
Bz
 
Bra |
Brc |
Brd |
Bre |
Brg |
Bri |
Brj |
Brk |
Brl |
Brn |
Bro |
Brp–Brt |
Bru |
Brv |
Bry |
Brz
 
Bria |
Brib |
Bric |
Brid |
Brie |
Brif |
Brig |
Brij |
Brik |
Bril |
Brim |
Brin |
Brio |
Briq |
Brir |
Bris |
Brit |
Briv |
Briw |
Brix |
Briz
Die Liste der Biografien führt alle Personen auf, die in der deutschsprachigen Wikipedia einen Artikel haben. Dieses ist eine Teilliste mit 174 Einträgen von Personen, deren Namen mit den Buchstaben „Brig“ beginnt.

## Brig

### Briga
- Briga (* 1989), italienischer Sänger und Rapper
- Brigadere, Anna (1861–1933), lettische Schriftstellerin
- Brigaglia, Domenico (* 1958), italienischer Motorradrennfahrer
- Brigaid, Brigh, irische Richterin
- Brigante Colonna, Valerio (* 1925), italienischer Diplomat
- Briganti, Donato, italienisch-niederländischer Basketballtrainer
- Briganti, Francesco (1873–1961), italienischer Notar, Bibliothekar und Lokalforscher

### Brige
- Brige, Norbert (* 1964), französischer Leichtathlet
- Brigel, Clara (1872–1955), Malerin, Porzellanmalerin, Zeichenlehrerin, Kunsthandwerkerin und Goldschmiedin
- Brigenti, Romeu (1916–2008), brasilianischer Geistlicher, Weihbischof in Rio de Janeiro

### Brigg
- Brigger, Jean-Paul (* 1957), Schweizer Fußballspieler und Fußballtrainer
- Briggs, Alfred Charles (1905–1988), britischer Seemann und Forschungsreisender
- Briggs, Allan (1873–1951), US-amerikanischer Sportschütze
- Briggs, Anne (* 1944), englische Folk-Sängerin
- Briggs, Annie (* 1987), kanadische Schauspielerin
- Briggs, Ansel (1806–1881), Gouverneur von Iowa
- Briggs, Arthur (1901–1991), US-amerikanischer Trompeter, Orchesterleiter und Jazzmusiker
- Briggs, Asa (1921–2016), britischer Historiker und Life Peer
- Briggs, Barry (* 1934), britisch-neuseeländischer Speedwayfahrer
- Briggs, Charles Augustus (1841–1913), US-amerikanischer Theologe
- Briggs, Charles James (1865–1941), britischer Offizier, zuletzt Generalleutnant
- Briggs, Chris, Filmproduzent sowie gelegentlicher Drehbuchautor und Schauspieler
- Briggs, Clare (1875–1930), US-amerikanischer Cartoonist und Comiczeichner
- Briggs, Clay Stone (1876–1933), US-amerikanischer Politiker
- Briggs, Cyril (1888–1966), amerikanischer Schriftsteller und kommunistischer Aktivist
- Briggs, David (* 1962), britischer Organist, Komponist und Hochschullehrer
- Briggs, Derek (* 1950), irischer Paläontologe
- Briggs, Eddie (* 1949), US-amerikanischer Politiker
- Briggs, Ella (1880–1977), österreichisch-britische Architektin
- Briggs, Ellis O. (1899–1976), US-amerikanischer Diplomat
- Briggs, Everett (* 1934), US-amerikanischer Diplomat
- Briggs, Frank A. (1858–1898), US-amerikanischer Politiker
- Briggs, Frank O. (1851–1913), US-amerikanischer Politiker
- Briggs, Frank P. (1894–1992), US-amerikanischer Politiker
- Briggs, George (1805–1869), US-amerikanischer Politiker
- Briggs, George N. (1796–1861), US-amerikanischer Politiker
- Briggs, H., britischer Tennisspieler
- Briggs, Harold Rawdon (1894–1952), britischer Offizier der Britisch-Indischen Armee
- Briggs, Henry († 1630), englischer Mathematiker
- Briggs, Herbert W. (1900–1990), amerikanischer Jurist und Professor an der Cornell University
- Briggs, Isaac (1763–1825), amerikanischer Ingenieur, Landvermesser und Fabrikant
- Briggs, James E. (1906–1979), US-amerikanischer Offizier, Generalleutnant der US Air Force
- Briggs, James F. (1827–1905), US-amerikanischer Politiker
- Briggs, Johnny (1862–1902), englischer Cricketspieler
- Briggs, Johnny (1935–2021), englischer Schauspieler
- Briggs, Josh (* 1993), amerikanischer Wrestler
- Briggs, Karen (* 1963), britische Judoka
- Briggs, Karen (* 1963), amerikanische Geigerin (Smooth Jazz)
- Briggs, Kellen (* 1983), US-amerikanischer Eishockeytorwart
- Briggs, Lauren (* 1979), englische Squashspielerin
- Briggs, LeBaron Russell (1855–1934), US-amerikanischer Philologe und Literaturwissenschaftler
- Briggs, Lyman (1874–1963), US-amerikanischer Ingenieur, Physiker und Administrator
- Briggs, Max (* 1948), englischer Fußballspieler
- Briggs, Patricia (* 1965), US-amerikanische Autorin
- Briggs, Pete (* 1904), US-amerikanischer Tubist und Bassist
- Briggs, Peter (* 1992), englischer Badmintonspieler
- Briggs, Phyllis (1904–1981), britische Schriftstellerin
- Briggs, Raymond (1934–2022), britischer Illustrator und Autor
- Briggs, Shannon (* 1971), US-amerikanischer BoxerShannon Briggs (* 1971)

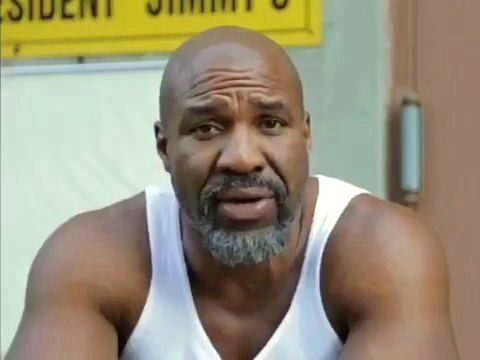
Shannon Briggs (* 1971)

- Briggs, Tommy (1923–1984), englischer Fußballspieler
- Briggs, Ward W. (* 1945), US-amerikanischer Klassischer Philologe
- Briggs, Watson (* 1987), schottischer Badmintonspieler

### Brigh
- Brighache, Fouad (* 1982), deutsch-marokkanischer Fußballspieler
- Brigham Dimiziani, Sylvia (* 1937), US-amerikanische Sängerin
- Brigham, Asa (1788–1844), US-amerikanischer Siedler, Geschäftsmann und Politiker
- Brigham, Charles (* 1949), US-amerikanischer Basketballtrainer
- Brigham, Elbert S. (1877–1962), US-amerikanischer Politiker
- Brigham, Elijah (1751–1816), US-amerikanischer Politiker
- Brigham, Joan (* 1935), US-amerikanische Installationskünstlerin, Kunsthistorikerin und Professorin für Bildende Kunst
- Brigham, Lewis A. (1831–1885), US-amerikanischer Politiker
- Brigham, Paul (1746–1824), britisch-amerikanischer Politiker, Jurist und Gouverneur des Bundesstaates Vermont
- Brigham, William Tufts (1841–1926), US-amerikanischer Geologe, Botaniker, Ethnologe und Museumsdirektor
- Brigham-Grette, Julie (* 1955), US-amerikanische Quartär-Geologin
- Brighenti, Luis (1906–1984), argentinischer Tangopianist, Komponist und Bandleader
- Brighenti, Nicolò (* 1989), italienischer Fußballspieler
- Brighenti, Sergio (1932–2022), italienischer Fußballspieler
- Brighi, Matteo (* 1981), italienischer FußballspielerMatteo Brighi (* 1981)

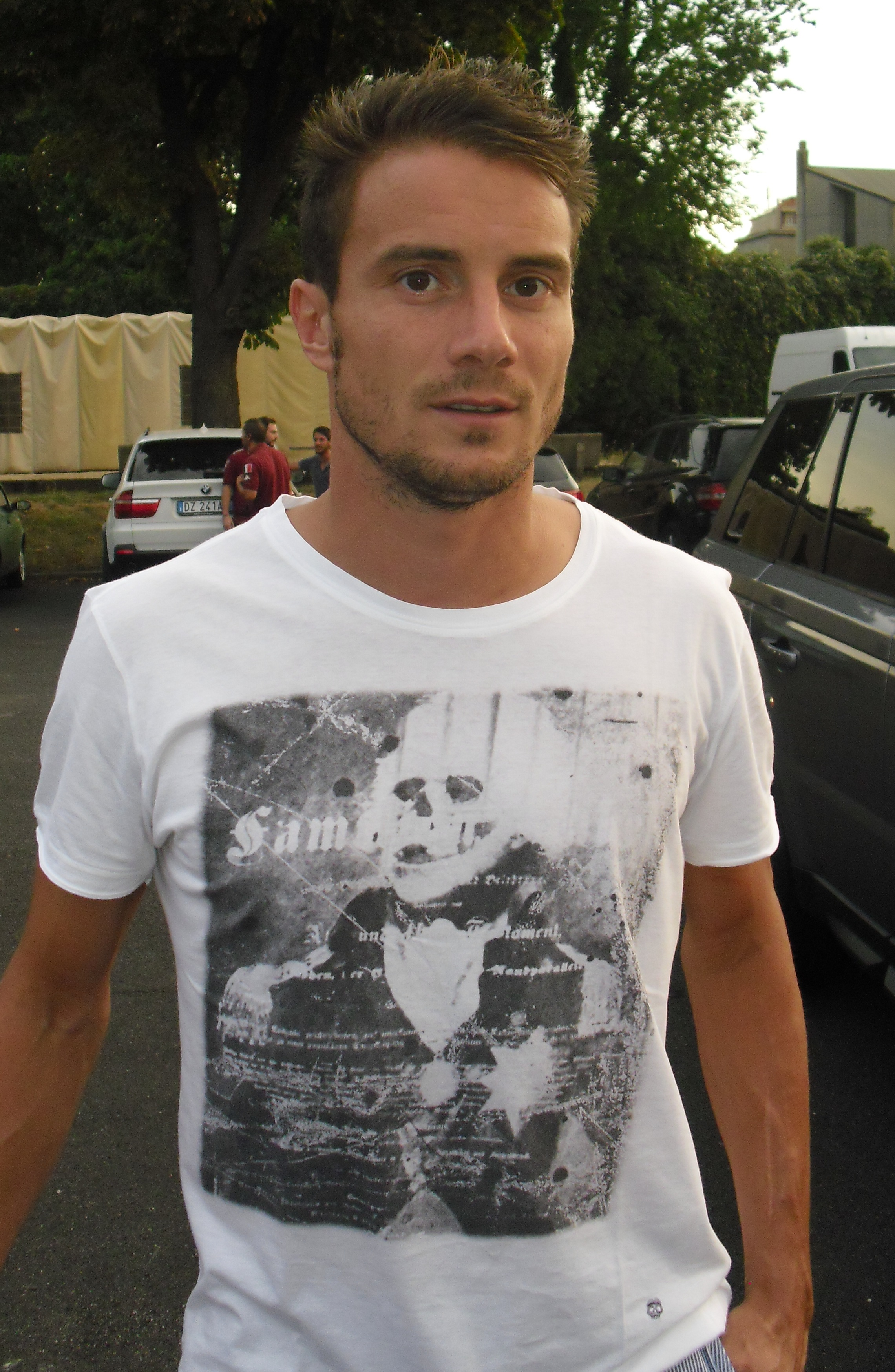
Matteo Brighi (* 1981)

- Bright McLaren, Priscilla (1815–1906), englische Frauenrechtlerin und Abolitionistin
- Bright, Bette, britische Rocksängerin
- Bright, Bill (1921–2003), US-amerikanischer Evangelist und Gründer des weltweit größten Missionswerks Campus Crusade for Christ International
- Bright, Bobby (* 1952), amerikanischer Politiker
- Bright, Cameron (* 1993), kanadischer SchauspielerCameron Bright (* 1993)

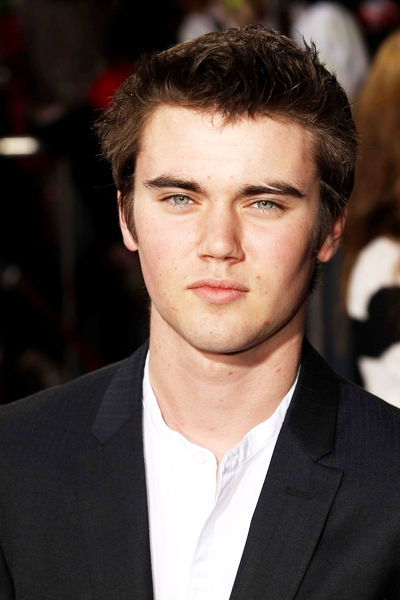
Cameron Bright (* 1993)

- Bright, Chantoba (* 2000), guyanische Leichtathletin
- Bright, Charles Tilston (1832–1888), englischer Elektrotechniker
- Bright, Colin (* 1949), australischer Komponist
- Bright, Doyle (* 1961), US-amerikanischer Heavy-Metal-Sänger und -Gitarrist
- Bright, Heather (* 1982), US-amerikanische Singer-Songwriterin
- Bright, Henry (1810–1873), englischer Landschaftsmaler
- Bright, Jason (* 1973), australischer Autorennfahrer
- Bright, Jeff (* 1985), australischer Fußballspieler
- Bright, Jerry (* 1947), US-amerikanischer Sprinter
- Bright, Jesse D. (1812–1875), US-amerikanischer Politiker
- Bright, John, britischer Kostümbildner
- Bright, John (1811–1889), britischer Politiker
- Bright, John (1884–1948), US-amerikanischer Jurist
- Bright, John (1908–1989), US-amerikanischer Drehbuchautor
- Bright, John Morgan (1817–1911), US-amerikanischer Politiker
- Bright, Julie (* 1965), US-amerikanische Weitspringerin
- Bright, Kevin (* 1992), deutscher Basketballspieler
- Bright, Kevin S. (* 1955), US-amerikanischer Produzent und Regisseur für Fernsehserien
- Bright, Kris (* 1986), neuseeländischer Fußballspieler
- Bright, Larry (1934–2003), amerikanischer Rock-’n’-Roll-Musiker
- Bright, Liam Kofi, britischer Philosoph
- Bright, Mandy (* 1978), ungarische Pornodarstellerin
- Bright, Mark (1955–2024), US-amerikanischer Comiczeichner
- Bright, Mark (* 1962), englischer Fußballspieler
- Bright, Martin (* 1966), britischer Journalist
- Bright, Millie (* 1993), englische FußballspielerinMillie Bright (* 1993)

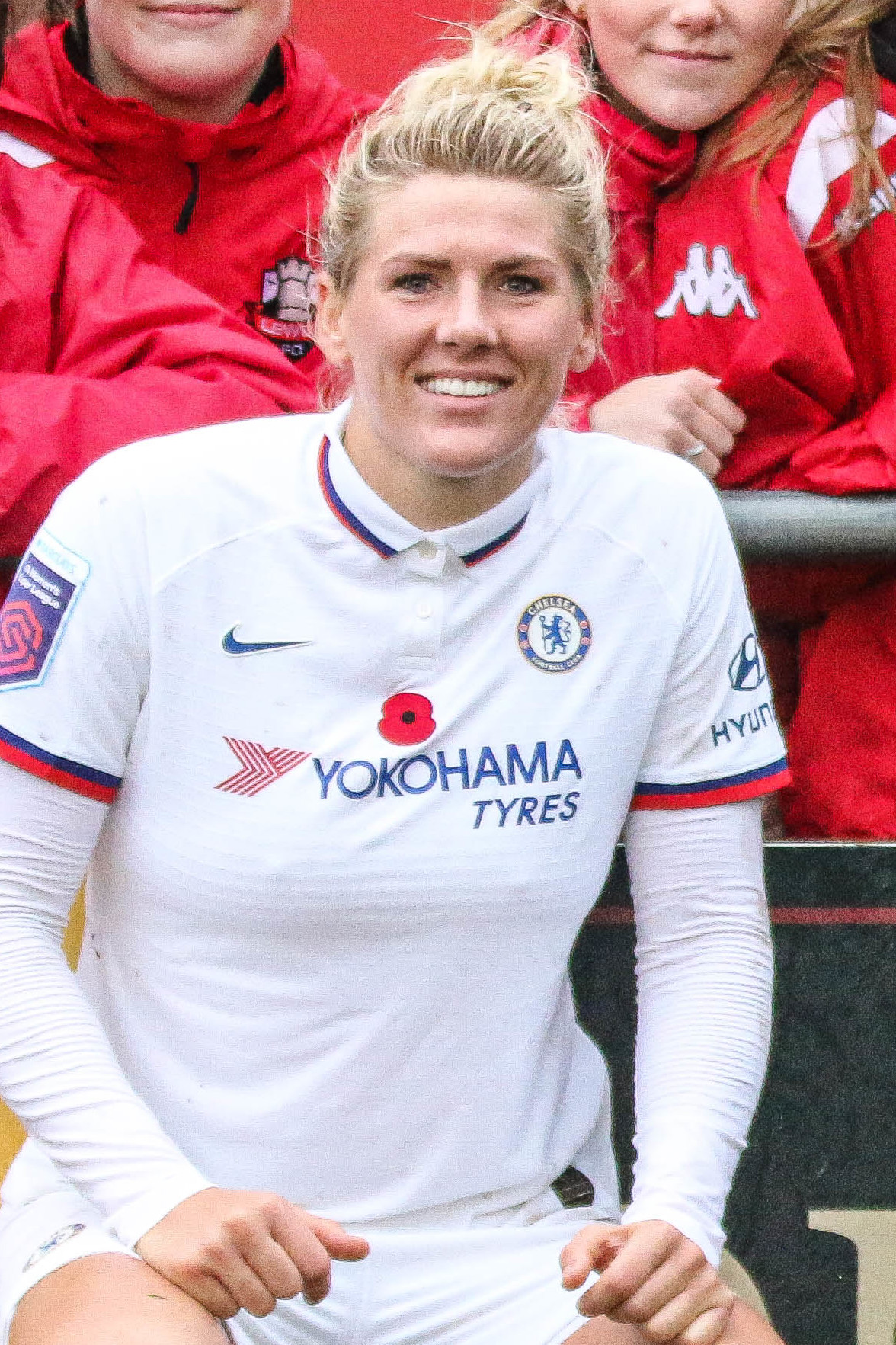
Millie Bright (* 1993)

- Bright, Richard (1789–1858), englischer Nephrologe
- Bright, Richard (1937–2006), US-amerikanischer Schauspieler
- Bright, Ronnell (1930–2021), US-amerikanischer Jazzpianist und Komponist
- Bright, Sarah Anne (1793–1866), englische Filmpionierin
- Bright, Sid (* 1904), britischer Jazzmusiker
- Bright, Simon, Szenenbildner und Artdirector
- Bright, Susie (* 1958), US-amerikanische Autorin, Journalistin, Dozentin
- Bright, Tim, US-amerikanischer Musiker und Komponist
- Bright, Tim (* 1960), US-amerikanischer Leichtathlet
- Bright, Timothy († 1615), englischer Hospitzalarzt, Landpfarrer und Entwickler eines Stenografiesystems
- Bright, Torah (* 1986), australische Snowboarderin
- Bright, Ursula (1835–1915), englisch-britische Frauenrechtlerin und Aktivistin für Eigentumsrechte von verheirateten Frauen
- Bright-Smith, Camille, US-amerikanische Liedermacherin
- Brightman, Frank Edward (1856–1932), anglikanischer Priester und Liturgiewissenschaftler
- Brightman, John, Baron Brightman (1911–2006), britischer Jurist
- Brightman, Sarah (* 1960), englische Sängerin und SchauspielerinSarah Brightman (* 1960)

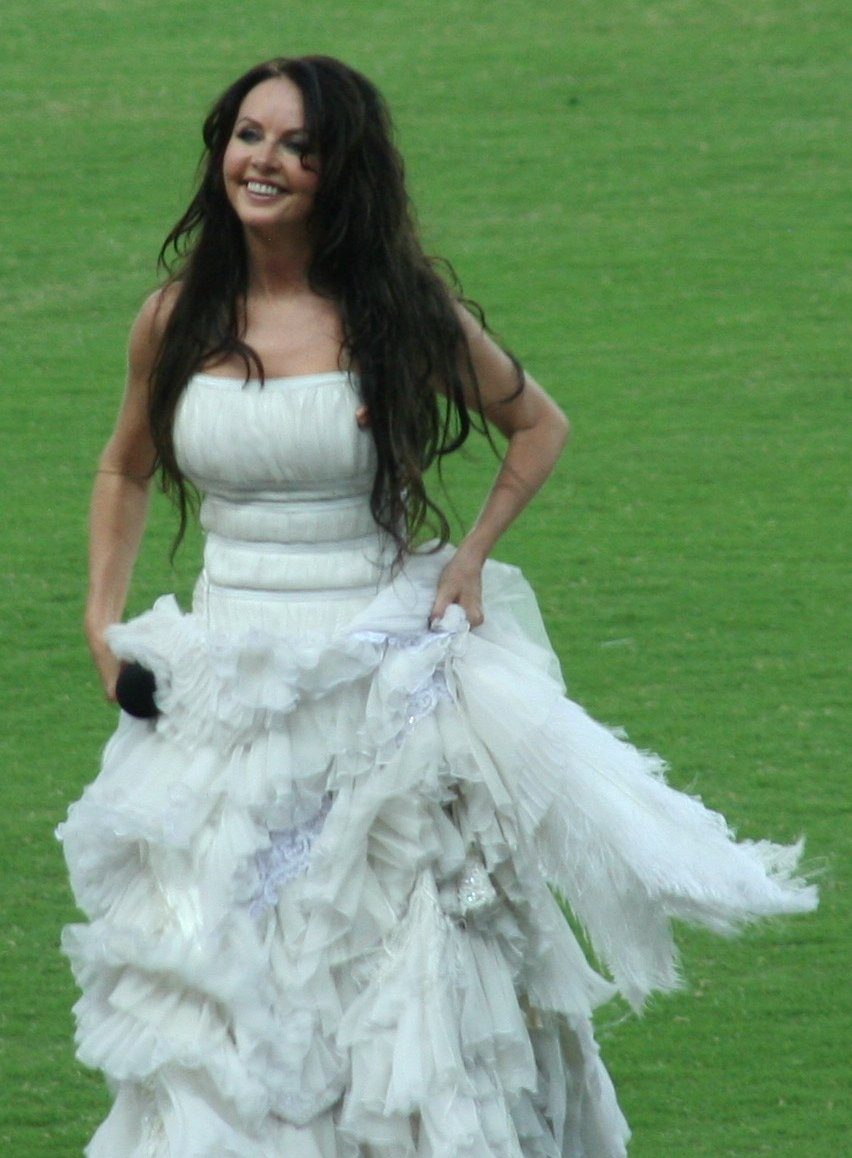
Sarah Brightman (* 1960)

- Brightmore, Harry (* 1994), britischer Ruderer
- Brighton, Lewis Cohen, Baron Cohen of (1897–1966), britischer Wirtschaftsmanager und Politiker
- Brightwell, Cecilia Lucy (1811–1875), britische Radiererin und Autorin
- Brightwell, Paul, englischer Schauspieler
- Brightwell, Robbie (1939–2022), britischer Sprinter
- Brighty, Anthony David (* 1939), britischer Botschafter

### Brigi
- Brigida von Kildare († 523), christliche Heilige, ÄbtissinBrigida von Kildare († 523)

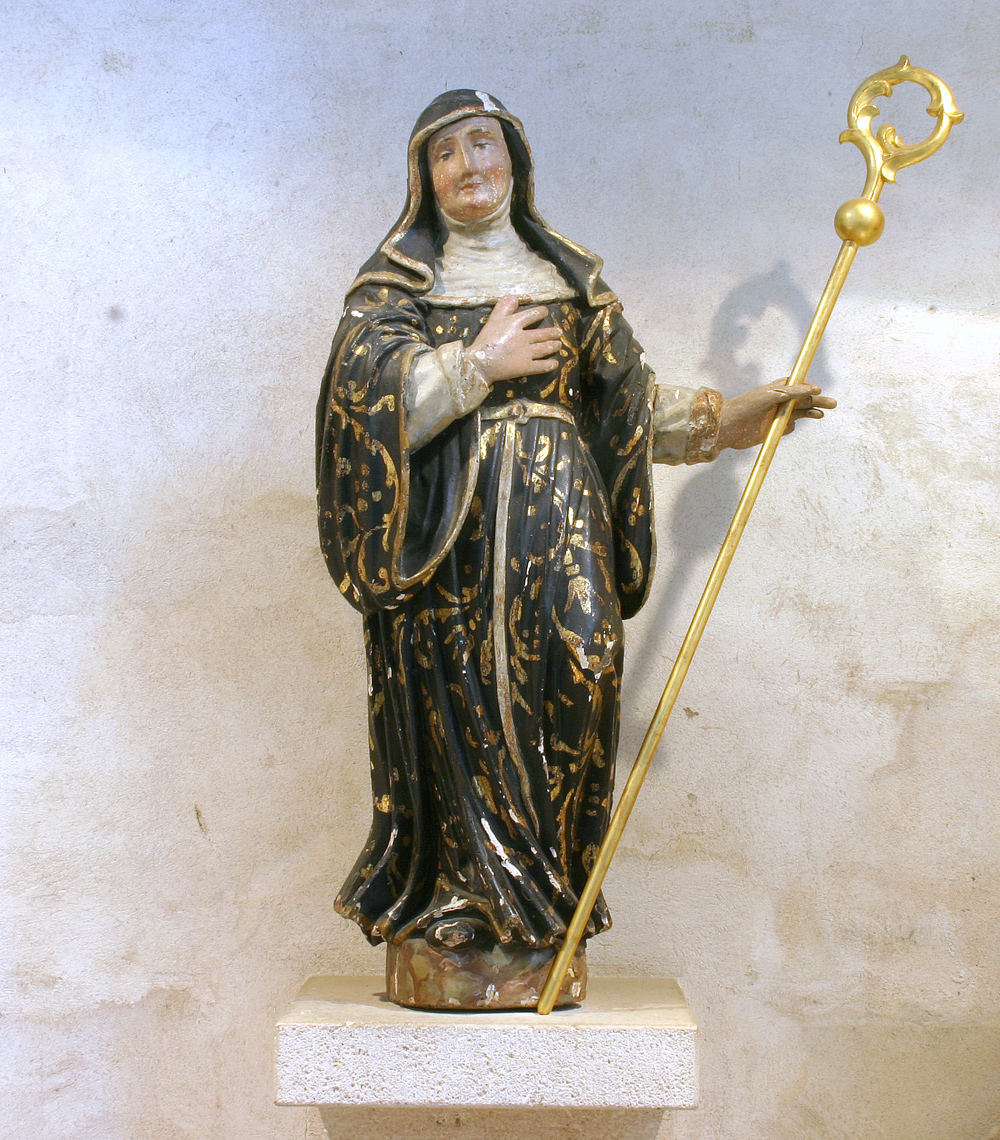
Brigida von Kildare († 523)

- Brigido von Bresowitz, Josef (1733–1817), Gouverneur von Laibach, Präsident des Temescher Banats, Gouverneur von Galizien
- Brigido, Jesús (* 2001), mexikanischer Fußballspieler
- Briginshaw, Richard, Baron Briginshaw (1908–1992), britischer Gewerkschaftsfunktionär
- Brigitha, Enith (* 1955), niederländische Schwimmerin
- Brigitta Prinzessin von Preußen (1939–2016), Ehefrau von Michael Prinz von Preußen
- Brigitta von Pfalz-Simmern (1516–1562), Äbtissin im Kloster Neuburg bei Heidelberg
- Brigitta von Stiebar († 1557), letzte Äbtissin des Klosters Schlüsselau

### Brigl
- Brigl, Kathrin (* 1938), deutsche Autorin und Songtexterin, Fernseh- und Radiomoderatorin
- Brigl, Percy (1885–1945), deutscher Hochschullehrer für Agrarchemie, Rektor der Landwirtschaftlichen Hochschule Hohenheim
- Brigley, Travis (* 1977), kanadischer Eishockeyspieler
- Briglia, Léo (1928–2016), brasilianischer Fußballspieler
- Brigliadori, Eleonora (* 1960), italienische Schauspielerin

### Brigm
- Brigman, Anne (1869–1950), amerikanische Fotografin
- Brigman, June (* 1960), US-amerikanische Comiczeichnerin
- Brigman, Megan (* 1990), US-amerikanische Fußballspielerin
- Brigmanis, Augusts (* 1952), lettischer Politiker

### Brign
- Brignall, Colin (* 1940), britischer Fotograf, Art Director und Typograf
- Brignall, Peter (* 1953), britischer Geistlicher und römisch-katholischer Bischof von Wrexham
- Brignano, Enrico (* 1966), italienischer Schauspieler
- Brignetti, Duilio (1926–1993), italienischer Moderner Fünfkämpfer
- Brignola, Enrico (* 1999), italienischer Fußballspieler
- Brignola, Nick (1936–2002), US-amerikanischer Jazz-Baritonsaxophonist
- Brignole Sale De Ferrari, Maria (1811–1888), italienische Aristokratin, Salonière und Mäzenin
- Brignole Sale, Anton Giulio (1605–1662), italienischer Schriftsteller, Priester und Diplomat
- Brignole Sale, Giovanni Francesco († 1637), italienischer Politiker und der 102. Doge der Republik Genua
- Brignole Sale, Giovanni Francesco (1695–1760), italienischer Politiker und der 158. Doge der Republik Genua
- Brignole Sale, Rodolfo Emilio (1708–1774), italienischer Politiker und der 167. Doge der Republik Genua
- Brignole, Giacomo Luigi (1797–1853), italienischer Geistlicher, Kurienkardinal der römisch-katholischen Kirche
- Brignole, Giacomo Maria (1724–1801), letzter Doge der Republik Genua
- Brignoli, Mario (1902–1990), italienischer Geher
- Brignoli, Paolo Marcello (1942–1986), italienischer Arachnologe
- Brignoli, Pasquale (1824–1884), italienischer Opernsänger (Tenor) und Komponist
- Brignone, Federica (* 1990), italienische SkirennläuferinFederica Brignone (* 1990)

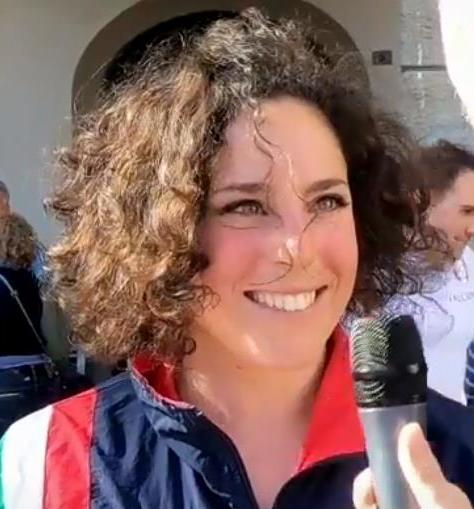
Federica Brignone (* 1990)

- Brignone, Guido (1886–1959), italienischer Filmregisseur und -schauspieler
- Brignone, Lilla (1913–1984), italienische Schauspielerin
- Brignone, Mercedes (1884–1967), italienische Schauspieler
- Brignoni, Serge (1903–2002), Schweizer Maler, Plastiker und Sammler

### Brigo
- Brigot, Pierre (1713–1791), französischer Missionar der Pariser Mission

### Brigs
- Brigstocke, Heather, Baroness Brigstocke (1929–2004), britische Lehrerin und Schulleiterin
- Brigstocke, John (1945–2020), britischer Admiral
- Brigstocke, Marcus (* 1973), britischer Komiker, Schauspieler und Satiriker

### Brigu
- Briguet, Robin (* 1999), Schweizer Freestyle-Skisportler
- Briguglio, Salvatore (1930–1978), US-amerikanischer Mafioso